# Michel Beukers
Michel Beukers (Barendrecht, 4 februari 1961) is een Nederlands voormalig profvoetballer die in zijn carrière onder meer uitkwam voor Excelsior en FC Utrecht.

## Carrière
Beukers begon bij amateurclub Barendrecht, waarna hij naar betaaldvoetbalclub Excelsior verhuisde. Vanaf half 1984 speelde de Barendrechter voor FC Utrecht. Hij speelde, samen met John van der Linden, in de spits en werd in zijn eerste seizoen gelijk clubtopscorer met 9 doelpunten. Zijn verblijf bleek echter van korte duur. Hij vervolgde zijn carrière bij wederom Excelsior, en vervolgens bij Sparta en FC Den Bosch '67, maar verdween vervolgens als speler uit het betaald voetbal. Beukers was lange tijd scout geweest bij Feyenoord.

## Erelijst
FC Utrecht
- KNVB beker

1985